# Vöhringen (Badenia-Wirtembergia)
Vöhringen – miejscowość i gmina  w Niemczech, w kraju związkowym Badenia-Wirtembergia, w rejencji Fryburg, w regionie Schwarzwald-Baar-Heuberg, w powiecie Rottweil, wchodzi w skład wspólnoty administracyjnej Sulz am Neckar. Leży ok. 20 km na północ od Rottweil, przy autostradzie A81.